# Igreja de Santa Margarida (Breckles)

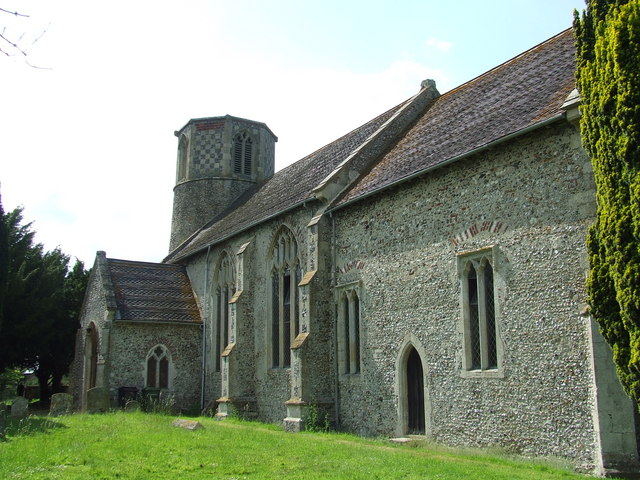
Igreja de Santa Margarida

A Igreja de Santa Margarida de Breckles é uma igreja anglicana perto de Stow Bedon, Norfolk, Inglaterra. É uma das 124 igrejas de torre redonda existentes em Norfolk. A igreja é uma igreja paroquial activa na Diocese de Norwich . Foi designada um edifício listado como Grau I pelo Património Inglês.